# Tempursari (Sidoharjo)
Tempursari is een bestuurslaag in het regentschap Wonogiri van de provincie Midden-Java, Indonesië. Tempursari telt 3384 inwoners (volkstelling 2010).